# Agrupación Deportiva Ceuta Fútbol Club
Pour les articles homonymes, voir AD Ceuta.
Ne doit pas être confondu avec Asociación Deportiva Ceuta ou Agrupación Deportiva Ceuta.
Maillots
Actualités
L'Agrupación Deportiva Ceuta Fútbol Club, plus couramment abrégé en AD Ceuta FC, est un club de football espagnol basé à Ceuta.
Le club est fondé en 1956 sous le nom de Club Atlético de Ceuta, après la fusion entre la SD Ceuta et l'Atlético de Tetuán. Il prend son nom actuel en 2013 en hommage à l'AD Ceuta, disparu l'année précédente.

## Histoire
En 1956, après l'indépendance du Maroc, les joueurs et les dirigeants de l'Atlético de Tetuán (un club qui avait été fondé pendant le Protectorat espagnol au Maroc) s'installe dans la ville voisine de Ceuta, où ils fusionne avec le SD Ceuta pour fonder le CA Ceuta. Le nouveau club prend la place du CA Tetuán en deuxième division espagnole, où il y restera pendant six ans. Le club reste un an en troisième division avant de retrouver la deuxième division la saison suivante.
Le club est de nouveau relégué en Tercera División en 1968. Depuis, le club a toujours évolué dans les catégories régionales, avec un bref passage en Tercera División, devenu le quatrième échelon national, lors de la saison 1977-1978. Le club retrouve les catégories nationales en 1989 puis en 1991, où il termine à chaque fois à la dernière place.
Lors de la saison 1993-1994, sous la direction de Jaco Zafrani, l'entraîneur, et de Francisco Cervantes, le président, le club termine cinquième, à une place des barrages, où il est devancé par le CA Cortegana à la différence particulière. Cependant, le club retrouve les catégories régionales la saison suivante où il reste jusqu'en 2006, date à laquelle le club est promu en Tercera División après avoir établi un record de 40 victoires consécutives. Cependant, le club est relégué à l'issue de la saison 2006-2007 en catégories régionales.
Lors de la saison 2012-2013, le club évolue en Tercera División grâce à la promotion obtenue la saison précédente. Au cours de cette saison, elle entame un processus de fusion avec l'AD Ceuta, une équipe qui a subi une relégation administrative en Tercera au cours de la même saison en raison de problèmes économiques, la raison de cette union étant la commodité de n'avoir qu'une seule équipe à Ceuta dans cette catégorie en raison, entre autres, du retrait de l'aide financière du gouvernement de Ceuta aux équipes de football professionnel en raison de la crise économique et de l'union des deux supporters. Bien que la solution de la fusion soit irréalisable en raison du montant élevé de la dette de l'AD Ceuta, une fusion déguisée est choisie, dans laquelle la place de l'Atlético de Ceuta est conservée, et les directeurs, le personnel technique et les joueurs sont transférés de l'AD Ceuta vers l'Atlético de Ceuta. Un changement de nom est demandé à la fédération de football de Ceuta, mais n'a pas été accepté pour cette saison car il a été soumis après la date limite. Même si, officiellement, le club reste le Club Atlético de Ceuta, les dirigeants de la nouvelle équipe souhaitent que, durant cette saison, le club soit connu par les supporters sous le nom d'Asociación Deportiva Atlético de Ceuta. Comme symbole de cette union, l'équipe change ses bandes rouges et blanches classiques pour le blanc de l'AD Ceuta, et adopte son écusson.
Enfin, en juin 2013, le changement définitif du nom du club a lieu. Dans un premier temps, la possibilité de s'appeler la Sociedad Deportiva Ceuta est envisagée, rappelant ainsi l'ancienne équipe portant le même nom que l'origine du club, mais à la dernière minute, il est décidé que le nom complet du club serait l'Agrupación Deportiva Ceuta Fútbol Club. Le club a essayé de récupérer le nom du club disparu en 1991, l'Agrupación Deportiva Ceuta, mais en ajoutant les initiales FC en raison de l'impossibilité d'utiliser le nom d'un club qui a disparu en raison de ses dettes. Un nouvel écusson est également adopté, très similaire à celui de l'AD Ceuta, avec l'ajout des initiales FC au-dessus du ballon au centre.
Lors de la saison 2021-2022, le club est promu en troisième division pour la première fois depuis 1970 en battant successivement, lors des barrages, le CDA Navalcarnero et l'AD Unión Adarve.
Lors de la saison 2022-2023, pour son retour dans le troisième échelon, le club termine à la douzième place de son groupe. En Coupe du Roi, le club s'arrête en huitièmes de finale contre le FC Barcelone sur le score de 0-5.
La saison suivante, le club se qualifie pour les barrages de promotion, après une cinquième place, mais est éliminé par le Gimnàstic de Tarragone en demi-finale sur le score cumulé de 4-3 (2-2 ; 1-2).
Lors de la saison 2024-2025, le club termine à la première place de son groupe, synonyme de promotion en deuxième division après 57 ans d'absence, après sa victoire contre le CF Fuenlabrada 2 buts à 1. Lors de la finale des champions, opposant les deux vainqueurs de groupe, le club remporte le titre après sa victoire au cumulé 6-5 (2-2 ; 4-3), grâce notamment à un but de Rodri dans les derniers minutes du match retour.

## Saisons
| Niveau | Catégorie                           | Nombre de saisons | Première saison | Dernière saison | Total de saisons |
| ------ | ----------------------------------- | ----------------- | --------------- | --------------- | ---------------- |
| 1er    | Primera División                    | 0                 | Jamais          | Jamais          | 0                |
| 2e     | Segunda División                    | 12                | 1956-1957       | 2025-2026       | 12               |
| 3e     | Tercera División (1929-1977)        | 3                 | 1962-1963       | 1969-1970       | 6                |
| 3e     | Segunda División B (1977-2021)      | 0                 | Jamais          | Jamais          | 6                |
| 3e     | Primera Federación (depuis 2021)    | 3                 | 2022-2023       | 2024-2025       | 6                |
| 4e     | Tercera División (1977-2021)        | 15                | 1977-1978       | 2020-2021       | 16               |
| 4e     | Segunda División RFEF (depuis 2021) | 1                 | 2021-2022       | 2021-2022       | 16               |

## Palmarès
Le club est champion de son groupe de Tercera División à une reprise lors de la saison 1962-1963, et champion de Primera Federación à une reprise lors de la saison 2024-2025.

## Identité visuelle

1956-2012.
Depuis 2012.